# Trichomycterus nigromaculatus
Trichomycterus nigromaculatus är en fiskart som beskrevs av Boulenger, 1887. Trichomycterus nigromaculatus ingår i släktet Trichomycterus och familjen Trichomycteridae. Inga underarter finns listade i Catalogue of Life.